# Josh Gorges
Joshua Daniel "Josh" Gorges, född 14 augusti 1984 i Kelowna, British Columbia, är en kanadensisk professionell ishockeyback som spelar för Buffalo Sabres i National Hockey League (NHL). Han har tidigare spelat på NHL-nivå för San Jose Sharks och Montreal Canadiens och på lägre nivåer för Cleveland Barons och Worcester Sharks i American Hockey League (AHL) och Kelowna Rockets i Western Hockey League (WHL).
Gorges blev aldrig draftad av någon NHL-organisation.
Han är främst en defensiv back.
Gorges är av tysk härkomst.

## Statistik
| 2000–01    | Kelowna Rockets    | WHL        | 57  | 4  | 6   | 10  | 24  | 6  | 1 | 1  | 2  | 4  |
| 2001–02    | Kelowna Rockets    | WHL        | 72  | 7  | 34  | 41  | 74  | 15 | 1 | 7  | 8  | 8  |
| 2002–03    | Kelowna Rockets    | WHL        | 54  | 11 | 48  | 59  | 76  | 19 | 3 | 17 | 20 | 16 |
| 2003–04    | Kelowna Rockets    | WHL        | 62  | 11 | 31  | 42  | 38  | 17 | 2 | 13 | 15 | 6  |
| 2004–05    | Cleveland Barons   | AHL        | 20  | 3  | 3   | 6   | 4   | —  | — | —  | —  | —  |
| 2005–06    | San Jose Sharks    | NHL        | 49  | 0  | 6   | 6   | 31  | 11 | 0 | 1  | 1  | 4  |
| 2005–06    | Cleveland Barons   | AHL        | 18  | 2  | 3   | 5   | 12  | —  | — | —  | —  | —  |
| 2006–07    | San Jose Sharks    | NHL        | 47  | 1  | 3   | 4   | 26  | —  | — | —  | —  | —  |
| 2006–07    | Worcester Sharks   | AHL        | 7   | 0  | 1   | 1   | 2   | —  | — | —  | —  | —  |
| 2006–07    | Montreal Canadiens | NHL        | 7   | 0  | 0   | 0   | 0   | —  | — | —  | —  | —  |
| 2007–08    | Montreal Canadiens | NHL        | 62  | 0  | 9   | 9   | 32  | 12 | 0 | 3  | 3  | 0  |
| 2008–09    | Montreal Canadiens | NHL        | 81  | 4  | 19  | 23  | 37  | 4  | 0 | 1  | 1  | 7  |
| 2009–10    | Montreal Canadiens | NHL        | 82  | 3  | 7   | 10  | 39  | 19 | 0 | 2  | 2  | 14 |
| 2010–11    | Montreal Canadiens | NHL        | 36  | 1  | 6   | 7   | 18  | —  | — | —  | —  | —  |
| 2011–12    | Montreal Canadiens | NHL        | 82  | 2  | 14  | 16  | 39  | —  | — | —  | —  | —  |
| 2012–13    | Montreal Canadiens | NHL        | 48  | 2  | 7   | 9   | 15  | 5  | 0 | 0  | 0  | 4  |
| 2013–14    | Montreal Canadiens | NHL        | 66  | 1  | 13  | 14  | 12  | 17 | 0 | 2  | 2  | 6  |
| 2014–15    | Buffalo Sabres     | NHL        | 46  | 0  | 6   | 6   | 16  | —  | — | —  | —  | —  |
| 2015–16    | Buffalo Sabres     | NHL        | 77  | 2  | 10  | 12  | 72  | —  | — | —  | —  | —  |
| 2016–17    | Buffalo Sabres     | NHL        | 66  | 1  | 5   | 6   | 50  | —  | — | —  | —  | —  |
| NHL totalt | NHL totalt         | NHL totalt | 749 | 17 | 105 | 122 | 387 | 68 | 0 | 9  | 9  | 35 |
| AHL totalt | AHL totalt         | AHL totalt | 99  | 6  | 12  | 18  | 51  | —  | — | —  | —  | —  |
| WHL totalt | WHL totalt         | WHL totalt | 245 | 33 | 119 | 152 | 212 | 57 | 7 | 38 | 45 | 34 |